# Salomone (generale bizantino)
Salomone (in greco Σολομών?; Dara, 480/490 – Cillium, 544) è stato un generale e politico bizantino.
Originario della Mesopotamia settentrionale, si distinse come comandante nella guerra vandalica che portò alla riconquista del Nord Africa nel 533–534. Passò gran parte del decennio successivo in Africa come governatore militare dei territori di nuova acquisizione, ricoprendo contemporaneamente la carica militare di magister militum e quella civile di prefetto del pretorio. Salomone riuscì a soffocare la rivolta a larga scala dei nativi Berberi (Mauri), ma fu costretto alla fuga da un ammutinamento militare nella primavera del 536. Il suo secondo mandato in Africa cominciò nel 539 e fu segnato da vittorie sui Berberi e il conseguente consolidamento della posizione bizantina. Seguirono alcuni anni di prosperità, che ebbero fine con lo scoppio di una nuova rivolta dei Berberi e la sconfitta e morte di Salomone nella Battaglia di Cillium del 544.

## Biografia
Salomone nacque, probabilmente, intorno al 480/490, nella fortezza di Idriphthon situata nel distretto di Solachon, nei pressi di Dara nella provincia di Mesopotamia. Divenne un eunuco a causa di un incidente capitatogli nel corso della sua infanzia, non per una castrazione intenzionale. Salomone aveva un fratello, Bacco, che divenne sacerdote. Bacco ebbe tre figli, Ciro, Sergio e Salomone, che successivamente divennero ufficiali militari in Africa sotto il comando dello zio; Sergio succedette a Salomone come governatore d'Africa dopo la morte di quest'ultimo. Poco è noto della carriera iniziale di Salomone, a parte che servì sotto il comando del dux Mesopotamiae Felicissimus, forse fin dal 505/6. Nel 527, quando passò al servizio di Belisario, Salomone era considerato un ufficiale di esperienza. Fu forse in questo periodo che fu nominato domesticus di Belisario, carica con cui è menzionato dallo storico Procopio di Cesarea nel 533, poco prima dell'inizio della campagna contro il Regno dei Vandali nel Nord Africa.

### Primo mandato in Africa
Prima che la spedizione salpasse da Costantinopoli, Salomone fu nominato comandante di uno dei nove reggimenti di foederati. Non viene menzionato nella narrazione di Procopio della campagna militare, ma probabilmente prese parte alla vittoriosa Battaglia di Ad Decimum del 13 settembre 533, che permise ai Bizantini di occupare la capitale vandalica Cartagine. In seguito alla presa di Cartagine, Belisario lo rispedì a Costantinopoli per informare Giustiniano I (r. 527-565) dei progressi della campagna. Salomone rimase nella capitale fino alla primavera del 534, quando Giustiniano lo rispedì in Africa per sostituire Belisario come massima autorità militare della nuova prefettura del pretorio d'Africa (magister militum Africae). La partenza di Belisario coincise con una grande insurrezione delle tribù berbere dell'entroterra, prima che i Bizantini avessero avuto il tempo di consolidare il possesso dei territori di nuova conquista. Per fronteggiare la minaccia, Belisario lasciò in Africa gran parte della propria milizia privata di bucellarii, e Giustiniano inviò ulteriori rinforzi. Ben presto (circa nell'autunno del 534) Giustiniano nominò Salomone prefetto del pretorio in sostituzione dell'anziano Archelao; in questo modo Salomone divenne la massima autorità sia civile sia militare della prefettura d'Africa, accentramento reso necessario dalla guerra in corso con i Mauri.

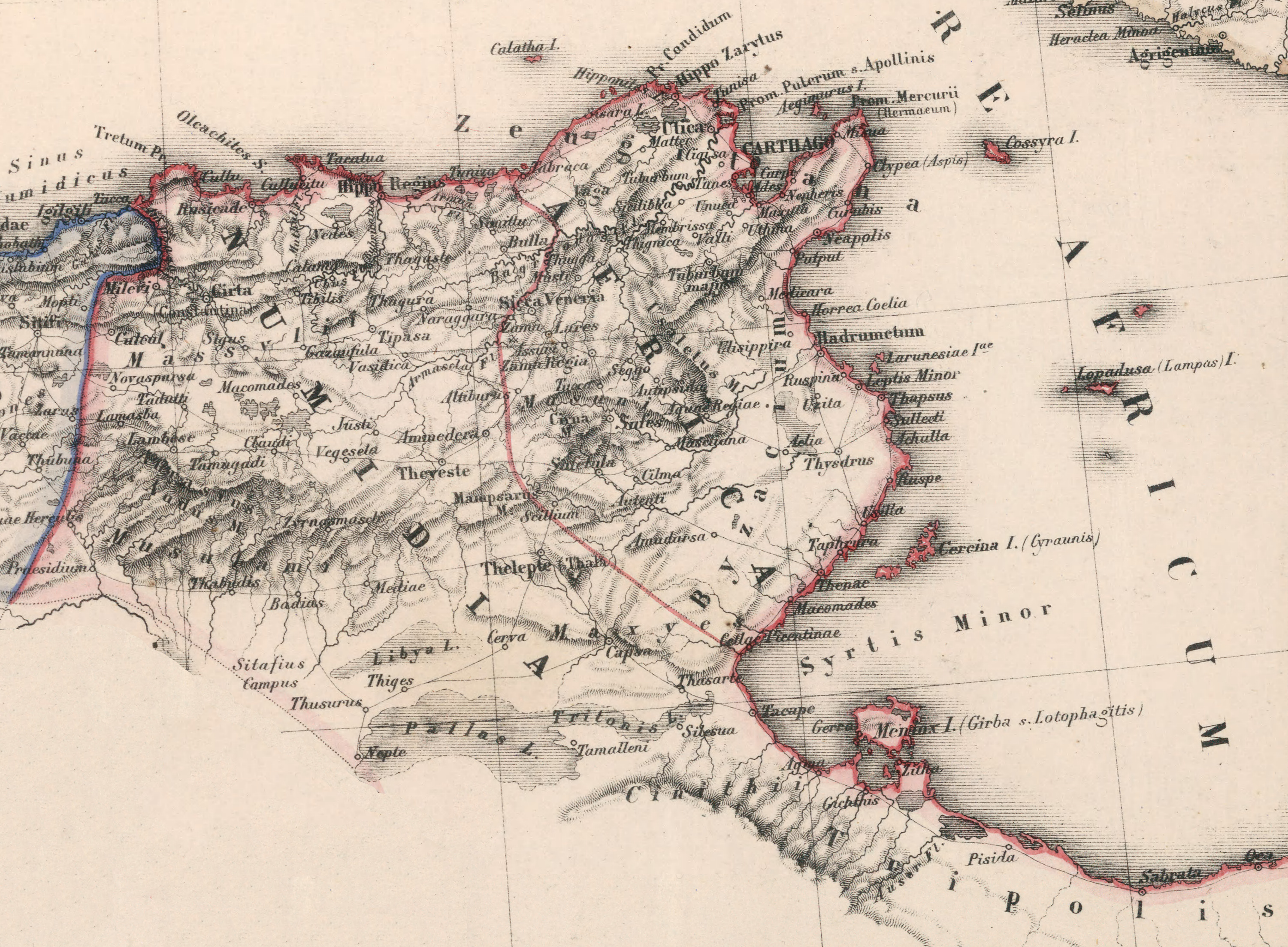
Africa romana, con le province di Byzacena, Zeugitana e Numidia.

Nel frattempo, questi avevano invaso la Byzacena e avevano sconfitto le truppe di stanza nella provincia, uccidendo i loro comandanti, Aigan e Rufino. Dopo il fallimento delle negoziazioni diplomatiche nel corso dell'inverno, e con le forze a disposizione aumentate a circa 18 000 uomini in seguito all'arrivo di rinforzi, nella primavera del 535 Salomone condusse le proprie truppe in Byzacena. I Berberi, sotto il comando dei propri capi tribali Cutzinas, Esdilasas, Iourphouthes e Mesidinissas, si erano accampati in una località chiamata Mammes. Salomone li attaccò proprio in quel luogo sconfiggendoli. L'esercito bizantino fece ritorno a Cartagine, ma in quel luogo ricevette la notizia che i Berberi avevano di nuovo attaccato e devastato la Byzacena. Salomone li affrontò immediatamente nei pressi del Monte Bourgaon, dove avevano eretto un accampamento fortificato in previsione dell'attacco. Salomone divise le proprie truppe e inviò 1000 uomini ad attaccare i Berberi alle spalle, conseguendo una vittoria decisiva: i Berberi ruppero la propria formazione e si dispersero, patendo gravi perdite. I superstiti ripararono in Numidia, dove unirono le forze con Iaudas, il comandante delle tribù dell'Aurès. Con la Byzacena resa sicura dalle incursioni berbere, e su pressioni dei propri alleati berberi Massonas e Ortaias, Salomone si diresse in Numidia. Avanzò con cautela fino all'Aurès e sfidò Iaudas in battaglia ma, dopo tre giorni, diffidando della lealtà dei propri alleati, Salomone fece ritorno con il proprio esercito in territorio pianeggiante. Lasciò parte delle proprie truppe a tenere sotto controllo le mosse dei Berberi e fece edificare una serie di luoghi fortificati lungo le strade che collegavano la Byzacena con la Numidia. Salomone passò l'inverno preparando una nuova spedizione contro Iaudas nonché contro i Berberi della Sardegna, ma i suoi progetti furono interrotti da un grave ammutinamento del proprio esercito scoppiato nella primavera del 536.
La rivolta era stata provocata dall'insoddisfazione di quei soldati che avevano sposato donne vandale sperando nella proprietà delle terre un tempo possedute dalle mogli. Ma Salomone aveva respinto la richiesta, visto che per decreto imperiale tali terre erano state confiscate. Un primo complotto, volto ad assassinare Salomone in occasione della Pasqua, fallì e i cospiratori ripararono nelle campagne, ma ben presto scoppiò una aperta ribellione anche tra i soldati di stanza a Cartagine. I ribelli proclamarono loro capo uno dei subalterni di Salomone, Teodoro, e cominciarono a saccheggiare la città. Salomone riuscì a riparare in una chiesa e, con l'aiuto di Teodoro e approfittando delle tenebre della notte, riuscì a fuggire dalla città via nave dirigendosi a Missua, accompagnato tra gli altri dallo storico Procopio. Da lì Salomone e Procopio salparono per la Sicilia, che era stata appena conquistata da Belisario, mentre il luogotenente di Salomone, Martino, fu inviato a raggiungere le truppe di stanza in Numidia, mentre Teodoro ricevette istruzioni di mantenere il possesso di Cartagine. Non appena fu informato dell'ammutinamento, Belisario, con Salomone e 100 uomini scelti, salpò per l'Africa. Cartagine era in quel momento assediata da 9000 ribelli, tra cui molti Vandali, sotto il comando di un certo Stotzas. Teodoro stava prendendo in considerazione la capitolazione quando arrivò Belisario. Bastò la notizia dell'arrivo del celebre generale a demoralizzare i ribelli e a spingerli a levare l'assedio e ritirarsi verso ovest. Belisario li inseguì immediatamente, li raggiunse e li sconfisse nella Battaglia del fiume Bagradas (536). Il grosso delle truppe ribelli, tuttavia, riuscì a fuggire, e continuò a marciare in direzione della Numidia, dove le truppe locali decisero di sposare la loro causa. Lo stesso Belisario fu costretto a fare ritorno in Sicilia da una rivolta scoppiata lì, e Giustiniano affidò a suo cugino Germano, nominandolo magister militum, il compito di fronteggiare la crisi. Salomone fu richiamato a Costantinopoli.

### Secondo mandato in Africa

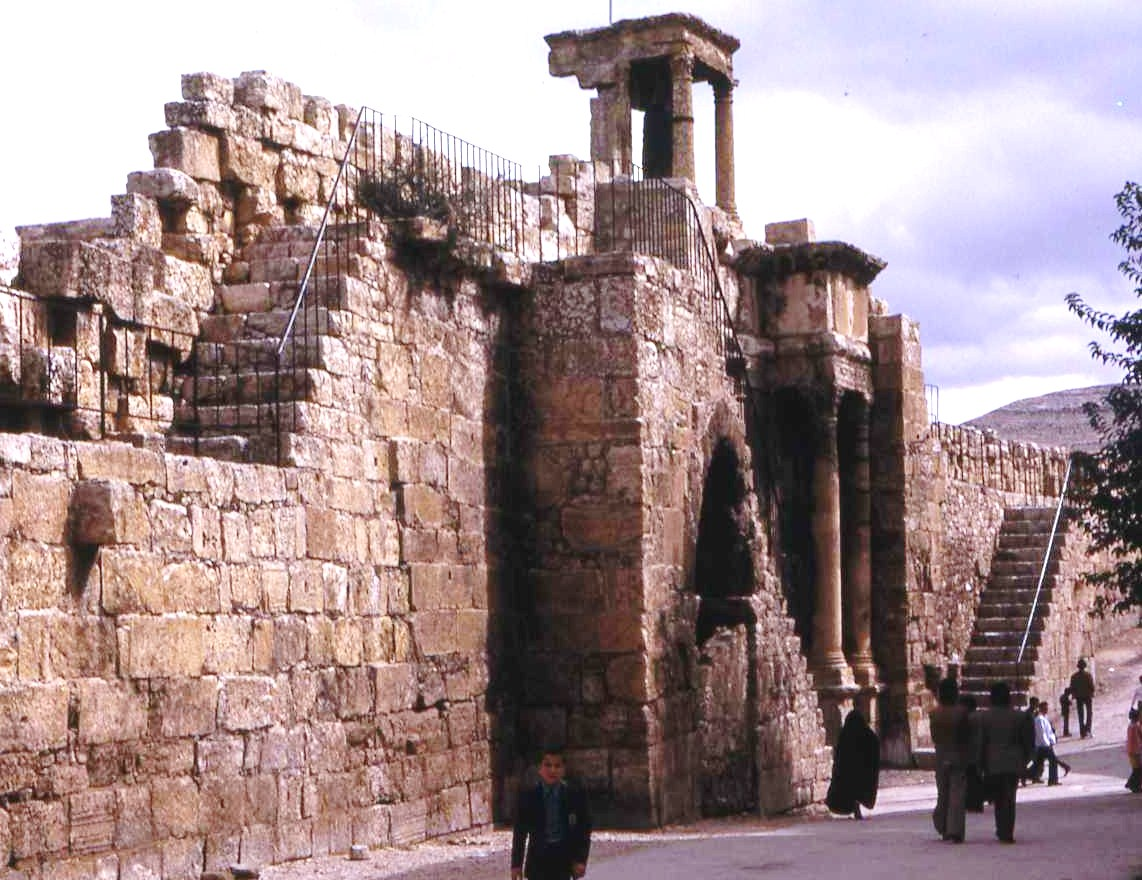
Rovine delle mura bizantine di Theveste, uno dei molti siti restaurati e fortificati sotto il mandato di Salomone.

Germano ebbe successo nel spingere molti dei ribelli a passare dalla propria parte, nel ristabilire la disciplina e nello sconfiggere gli ammutinati nella Battaglia di Scalas Veteres del 537. Una volta posta fine alla rivolta militare, nel 539 Salomone fu rispedito in Africa per prendere il posto di Germano nel 539, ancora una volta ricoprendo allo stesso tempo le cariche di magister militum e di prefetto del pretorio (nel frattempo era stato innalzato alla dignità di patricius ed era diventato console onorario). Salomone, per prevenire ulteriori rivolte, si sbarazzò dei soldati di cui diffidava, inviandoli in Italia o in Oriente; inoltre espulse i vandali residui dalla provincia e avviò un imponente programma di fortificazione della regione.
Nel 540 Salomone, con il suo esercito, si scontrò ancora una volta con i Berberi dell'Aurès. In un primo momento i Berberi attaccarono e assediarono l'avanguardia bizantina, comandata da Guntari, nel suo accampamento a Bagai, ma Salomone intervenne in soccorso con il grosso dell'esercito. I Berberi furono costretti a ripiegare a Babosis ai piedi dell'Aurès, dove si accamparono. Salomone li attaccò e li sconfisse in quel luogo. I superstiti fuggirono verso sud nell'Aurès o verso ovest in Mauretania, ma il loro comandante Iaudas cercò riparo nella fortezza di Zerboule. Salomone e le sue truppe saccheggiarono le pianure fertili nei pressi di Thamugad, requisendo l'abbondante raccolto, prima di marciare in direzione di Zerboule. Una volta arrivati, scoprirono che Iaudas era fuggito nella remota fortezza di Toumar. I Bizantini procedettero ad assediare Toumar, ma tale assedio si rivelò problematico a causa del terreno scosceso, e in particolare per la mancanza di acqua. Mentre Salomone stava riflettendo sul modo migliore per attaccare l'inaccessibile fortezza, ebbe luogo una schermaglia minore che, ben presto, si trasformò in una confusa battaglia su larga scala, a causa dell'arrivo di rinforzi per entrambi gli schieramenti. I Bizantini emersero vittoriosi, mentre i Berberi fuggirono dal campo di battaglia. Subito dopo, i Bizantini espugnarono la "Rocca di Geminiano", la fortezza dove Iaudas aveva spedito le proprie mogli nonché il tesoro. Tale vittoria lasciò Salomone padrone dell'Aurès, dove fece erigere diverse fortezze. I Bizantini assunsero il controllo effettivo delle province di Numidia e Mauretania Sitifensis. Usando il tesoro di Iaudas di cui si era impossessato, Salomone estese il programma di fortificazione a queste due province: circa due dozzine di iscrizioni attestanti la sua attività edilizia sono state rinvenute nella regione. La rivolta dei Berberi parve soffocata una volta per tutte, e le fonti coeve sono unanimi nel dichiarare gli anni immediatamente successivi come di pace e di prosperità.
Secondo Procopio, "tutti i Libici soggetti ai Romani, godendo una pace sicura sotto il saggio e veramente moderato governo di Salomone, non si posero più in mente l'intenzione di fare guerra, e parevano i più fortunati di tutti gli uomini". Il suo programma di restauro si spinse fino ai Jedar a sud di Tiaret; fonti arabe medievali attestano che il califfo fatimide al-Mansur bi-Nasr Allah (r. 946-953) trovò in quel luogo una iscrizione commemorativa del soffocamento da parte di Salomone di una rivolta dei Berberi locali, probabilmente riferita al Regno dei Mauri e dei Romani di Mastigas. La spedizione estese ancora una volta la dominazione romana nell'entroterra di quella che un tempo era la provincia di Mauretania Caesariensis, ma tale espansione fu di breve durata: nel giro di pochi anni dopo la morte di Salomone, la dominazione romana nel Maghreb centrale si ridusse di nuovo alle coste.

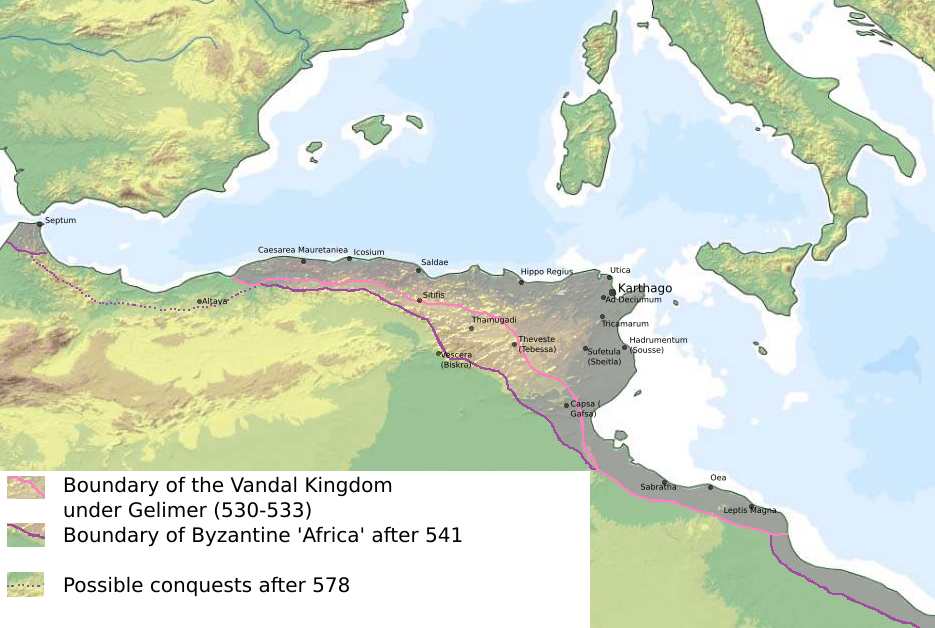
Mappa del Nord Africa bizantino

Tale periodo di tranquillità durò fino al 542/3, quando la peste di Giustiniano si diffuse in Africa provocando molte morti, soprattutto tra i soldati. Inoltre, all'inizio del 543 i Berberi in Byzacena cominciarono a dare segni di malcontento. Salomone aveva giustiziato il fratello del capo tribale Antalas, ritenuto responsabile di agitazioni, e aveva cessato di pagargli i sussidi garantiti, inimicandoselo. Allo stesso tempo Sergio, nipote di Salomone, nominato nuovo governatore della Tripolitania come segno della gratitudine di Giustiniano (insieme al fratello Ciro nella Pentapolis), si era reso responsabile dello scoppio delle ostilità con la confederazione tribale dei Leuathae, quando i suoi uomini avevano ucciso 80 dei loro capi nel corso di un banchetto. Anche se in una battaglia nei pressi di Leptis Magna era risultato vittorioso sui ribelli, all'inizio del 544 Sergio fu costretto a recarsi a Cartagine a chiedere l'aiuto dello zio. La rivolta si diffuse rapidamente dalla Tripolitania alla Byzacena, dove Antalas si unì ai ribelli. Unite le forze con i suoi tre nipoti, Salomone marciò contro i Berberi, venendo a contatto con loro nei pressi di Theveste. Le negoziazioni diplomatiche all'ultimo minuto con i Leuathae fallirono, e le due armate si scontrarono nei pressi di Cillium, sul confine tra Numidia e Byzacena. Nell'esercito bizantino, tuttavia, molti soldati si rifiutarono di combattere o lo fecero controvoglia. Il poeta coevo Flavio Cresconio Corippo accusò addirittura Guntari di tradimento, incolpandolo di essersi ritirato con le proprie truppe, provocando così una generale e disordinata ritirata bizantina. Salomone e le sue guardie del corpo tennero duro e resistettero finché poterono ma alla fine anche loro furono costretti a battere in ritirata. Il cavallo di Salomone scivolò, disarcionandolo. Aiutato delle sue guardie, Salomone risalì a cavallo, ma non essendo più in grado di reggere le briglie per via delle ferite riportate nella caduta, venne rapidamente raggiunto, circondato e massacrato insieme a tutti i suoi.
A Salomone succedette il nipote Sergio, che si rivelò completamente inadeguato a fronteggiare la situazione. Gli insorti berberi inflissero una grave sconfitta ai Bizantini a Thacia nel 545. Sergio fu richiamato, mentre l'esercito si ammutinò di nuovo, questa volta sotto il comando di Guntari, che espugnò Cartagine e instaurò un dominio indipendente. La sua usurpazione, tuttavia, fu di breve durata in quanto fu assassinato da Artabane, ma fu solo con l'arrivo di Giovanni Troglita alla fine del 546 e con le sue successive campagne che i Bizantini riuscirono a pacificare le province africane, soffocando la rivolta berbera.